# Klein Windhoekrivier

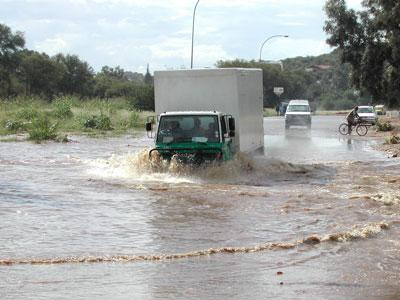
De Klein Windhoekrivier stroomt

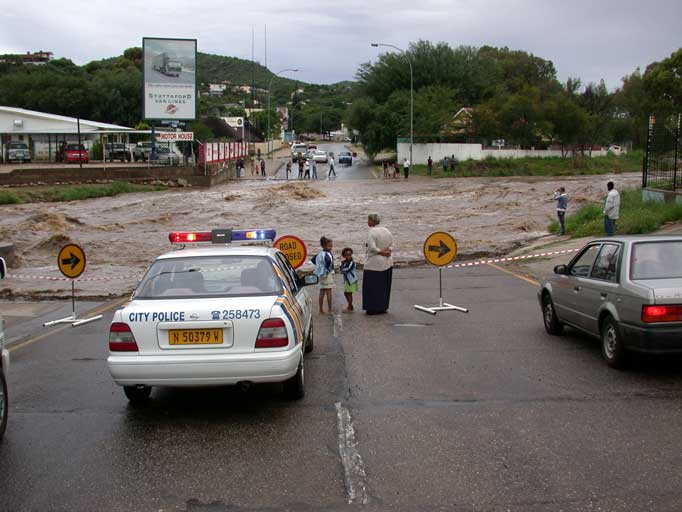
Kolkende stroom

De Klein Windhoekrivier is een rivier in Namibië. De rivier stroomt een paar maal per jaar, meestal is de bedding droog, door Klein Windhoek.
Het water uit de rivier wordt opgevangen in verschillende waterbekkens: de Avisdam en de Swakoppoortdam bij Okahandja.